# Canon RF 24-105mm f/4L IS USM
El Canon RF 24-105mm f/4L IS USM és un objectiu zoom el qual es troba entre una focal gran angular, normal i tele, de la sèrie L amb muntura Canon RF.
Aquest va ser llençat el 2018. Aquest objectiu és un tot terreny, per tant es pot utilitzar per molts tipus de fotografia, com paisatges, retrats, fauna o esport. És molt utilitzat per fotoperiodistes per la gran versatilitat que ofereix.

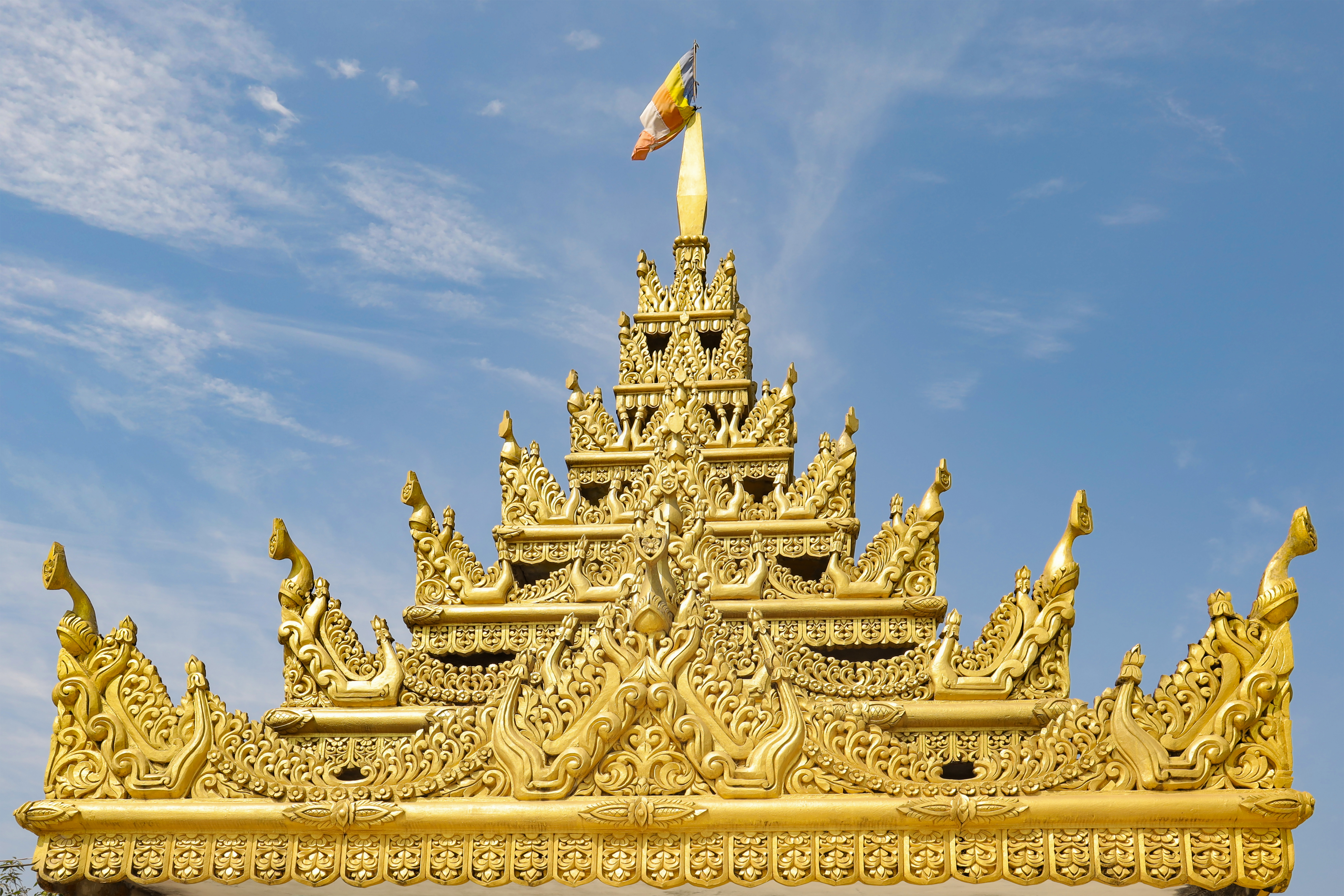
Palau fotografiat a 24mm amb el Canon RF 24-105mm F4L IS USM

## Característiques
Les característiques més destacades són:
- Distància focal: 24-105mm
- Obertura: f/4.0 - 22
- Motor d'enfocament: USM (Motor d'enfocament ultrasònic, ràpid i silenciós)
- Estabilitzador d'imatge de 5 passes
- Distància mínima d'enfocament: 45cm
- Rosca de 77mm